# Campeonato Mundial de Natación en Piscina Corta de 2014 - 200 metros estilo libre masculino
La prueba de 200 metros estilo libre masculino de natación en el Campeonato Mundial de Natación en Piscina Corta de 2014 se realizó en día 3 de diciembre.

## Récords
|                      | Nombre          | País           | Tiempo  | Lugar  | Fecha                   |
| -------------------- | --------------- | -------------- | ------- | ------ | ----------------------- |
| Récord mundial       | Paul Biedermann | Alemania       | 1:39.37 | Berlín | 15 de noviembre de 2009 |
| Récord de campeonato | Ryan Lochte     | Estados Unidos | 1:41.08 | Dubái  | 15 de diciembre de 2010 |

## Resultados

### Series
Las series se realizaron a las 09:30 (hora local de Catar).
| Posición | Serie | Línea | Nombre                   | Nacionalidad          | Tiempo  | Notas |
| -------- | ----- | ----- | ------------------------ | --------------------- | ------- | ----- |
| 1        | 10    | 3     | Dominik Kozma            | Hungría               | 1:42.35 | Q     |
| 2        | 6     | 5     | Cristian Quintero        | Venezuela             | 1:42.40 | Q     |
| 3        | 10    | 4     | Danila Izotov            | Rusia                 | 1:42.45 | Q     |
| 4        | 10    | 5     | Velimir Stjepanović      | Serbia                | 1:42.66 | Q     |
| 5        | 10    | 6     | Daniel Smith             | Australia             | 1:42.67 | Q     |
| 6        | 9     | 2     | Chad le Clos             | Sudáfrica             | 1:42.84 | Q     |
| 7        | 8     | 2     | Péter Bernek             | Hungría               | 1:42.85 | Q     |
| 8        | 7     | 5     | Ryan Lochte              | Estados Unidos        | 1:42.97 | Q     |
| 9        | 9     | 3     | Filippo Magnini          | Italia                | 1:43.01 |       |
| 10       | 10    | 8     | James Guy                | Reino Unido           | 1:43.28 |       |
| 11       | 8     | 1     | Andrea Mitchell D'Arrigo | Italia                | 1:43.31 |       |
| 12       | 9     | 9     | Pieter Timmers           | Bélgica               | 1:43.35 |       |
| 13       | 9     | 5     | Cameron McEvoy           | Australia             | 1:43.37 |       |
| 14       | 9     | 4     | Conor Dwyer              | Estados Unidos        | 1:43.38 |       |
| 15       | 9     | 6     | Mikhail Polischuk        | Rusia                 | 1:43.48 |       |
| 16       | 8     | 3     | Adam Barrett             | Reino Unido           | 1:43.51 |       |
| 17       | 8     | 6     | Myles Brown              | Sudáfrica             | 1:43.65 |       |
| 18       | 10    | 2     | Clément Mignon           | Francia               | 1:43.79 |       |
| 19       | 8     | 5     | João de Lucca            | Brasil                | 1:44.00 |       |
| 20       | 9     | 7     | Clemens Rapp             | Alemania              | 1:44.22 |       |
| 21       | 8     | 4     | Oussama Mellouli         | Túnez                 | 1:44.24 |       |
| 22       | 10    | 7     | Ben Hockin               | Paraguay              | 1:44.36 |       |
| 23       | 10    | 1     | Glenn Surgeloose         | Bélgica               | 1:44.41 |       |
| 24       | 8     | 8     | Anders Lie               | Dinamarca             | 1:44.79 |       |
| 25       | 8     | 7     | Yuki Kobori              | Japón                 | 1:45.08 |       |
| 26       | 7     | 6     | Reo Sakata               | Japón                 | 1:45.14 |       |
| 27       | 10    | 0     | Alexandre Haldemann      | Suiza                 | 1:45.55 |       |
| 28       | 10    | 9     | David Brandl             | Austria               | 1:45.76 |       |
| 29       | 9     | 8     | Gustavo Godoy            | Brasil                | 1:46.05 |       |
| 30       | 7     | 9     | Felix Auböck             | Austria               | 1:46.29 |       |
| 31       | 7     | 7     | Henrik Christiansen      | Noruega               | 1:46.58 |       |
| 32       | 9     | 1     | Lin Yongqing             | China                 | 1:46.59 |       |
| 33       | 8     | 9     | Frederik Siem Pedersen   | Dinamarca             | 1:46.64 |       |
| 34       | 6     | 0     | Jeremy Desplanches       | Suiza                 | 1:47.03 |       |
| 35       | 9     | 0     | Federico Grabich         | Argentina             | 1:47.23 |       |
| 36       | 7     | 8     | Pavel Janeček            | República Checa       | 1:47.24 |       |
| 37       | 7     | 2     | David Kunčar             | República Checa       | 1:47.47 |       |
| 37       | 7     | 1     | Martin Bau               | Eslovenia             | 1:47.47 |       |
| 39       | 7     | 3     | Povilas Strazdas         | Lituania              | 1:47.63 |       |
| 40       | 8     | 0     | Ahmed Mathlouthi         | Túnez                 | 1:48.25 |       |
| 41       | 7     | 4     | Filip Zaborowski         | Polonia               | 1:48.33 |       |
| 42       | 7     | 0     | Nezir Karap              | Turquía               | 1:48.37 |       |
| 43       | 6     | 4     | Irakli Revishvili        | Georgia               | 1:49.20 |       |
| 44       | 5     | 5     | Khurshidjon Tursunov     | Uzbekistán            | 1:49.40 |       |
| 45       | 6     | 3     | Andrés Olvera            | México                | 1:49.57 |       |
| 46       | 5     | 8     | Pedro Pinotes            | Angola                | 1:49.60 |       |
| 47       | 4     | 1     | Nico Campbell            | Jamaica               | 1:49.63 |       |
| 48       | 4     | 2     | Marko Blaževski          | Macedonia del Norte   | 1:49.80 |       |
| 49       | 1     | 9     | Alpkan Örnek             | Turquía               | 1:49.82 |       |
| 50       | 6     | 1     | Wang Yu-lian             | China Taipéi          | 1:49.86 |       |
| 51       | 6     | 2     | Marcelo Acosta           | El Salvador           | 1:49.93 |       |
| 52       | 6     | 7     | Julien Henx              | Luxemburgo            | 1:49.97 |       |
| 53       | 6     | 6     | Kristofer Sigurðsson     | Islandia              | 1:50.04 |       |
| 54       | 5     | 1     | Henri Reinsalu           | Estonia               | 1:50.36 |       |
| 55       | 4     | 5     | Esteban Enderica         | Ecuador               | 1:50.46 |       |
| 56       | 5     | 2     | Matias Pinto             | Chile                 | 1:50.47 |       |
| 57       | 6     | 8     | Jessie Lacuna            | Filipinas             | 1:50.64 |       |
| 58       | 6     | 9     | Badis Djendouci          | Argelia               | 1:50.65 |       |
| 59       | 5     | 6     | Sven Saemundsson         | Croacia               | 1:50.94 |       |
| 60       | 4     | 3     | Oli Mortensen            | Islas Feroe           | 1:51.65 |       |
| 61       | 5     | 4     | Khader Baqlah            | Jordania              | 1:51.78 |       |
| 62       | 5     | 3     | Stanislav Karnaukhov     | Kirguistán            | 1:51.80 |       |
| 63       | 4     | 4     | Mikel Schreuders         | Aruba                 | 1:51.96 |       |
| 64       | 5     | 9     | Mathieu Marquet          | Mauricio              | 1:52.93 |       |
| 65       | 3     | 4     | Patrick Groters          | Aruba                 | 1:53.00 |       |
| 66       | 4     | 0     | Isaac Beitia             | Panamá                | 1:53.16 |       |
| 67       | 4     | 6     | Jethro Chua              | Filipinas             | 1:53.19 |       |
| 68       | 5     | 7     | Sooud Al-Tayyar          | Kuwait                | 1:53.37 |       |
| 69       | 3     | 5     | Jevon Atkinson           | Jamaica               | 1:53.60 |       |
| 70       | 3     | 8     | Winter Heaven            | Samoa                 | 1:53.71 |       |
| 71       | 4     | 8     | Mark Burnley             | Curazao               | 1:54.07 |       |
| 72       | 4     | 7     | Jesús Monge              | Perú                  | 1:54.16 |       |
| 73       | 3     | 7     | Noah Mascoll-Gomes       | Antillas Neerlandesas | 1:54.93 |       |
| 74       | 3     | 3     | Geoffrey Butler          | Islas Caimán          | 1:55.57 |       |
| 75       | 2     | 3     | Aldo Castillo            | Bolivia               | 1:55.72 |       |
| 76       | 2     | 4     | Mahmoud Daaboul          | Líbano                | 1:56.27 |       |
| 77       | 4     | 9     | Alex Sobers              | Barbados              | 1:56.55 |       |
| 78       | 3     | 6     | Klavio Meça              | Albania               | 1:57.18 |       |
| 79       | 3     | 0     | Miguel Mena              | Nicaragua             | 1:59.45 |       |
| 80       | 5     | 0     | Abdalla Al-Bader         | Kuwait                | 1:59.65 |       |
| 81       | 3     | 2     | Farhan Saleh             | Brunéi                | 2:00.01 |       |
| 82       | 2     | 5     | Brandon Schuster         | Samoa                 | 2:00.09 |       |
| 83       | 2     | 0     | González Leonardo        | Honduras              | 2:00.24 |       |
| 84       | 2     | 7     | Zandanbal Gunsennorov    | Mongolia              | 2:00.38 |       |
| 85       | 3     | 9     | Franci Aleksi            | Albania               | 2:01.15 |       |
| 86       | 2     | 6     | Karl Pardo               | Gibraltar             | 2:02.09 |       |
| 87       | 3     | 1     | Guillermo López          | Nicaragua             | 2:03.19 |       |
| 88       | 2     | 2     | Yacop Al-Khulaifi        | Catar                 | 2:04.29 |       |
| 89       | 1     | 3     | Kitso Matija             | Botsuana              | 2:04.96 |       |
| 90       | 2     | 9     | Dean Hoffman             | Seychelles            | 2:05.09 |       |
| 91       | 1     | 5     | Syed Javaid              | Pakistán              | 2:05.22 |       |
| 92       | 1     | 7     | Sirish Gurung            | Nepal                 | 2:06.35 |       |
| 93       | 2     | 1     | Tommy Imazu              | Guam                  | 2:07.35 |       |
| 94       | 1     | 1     | Bobby Akunaii            | Papúa Nueva Guinea    | 2:07.46 |       |
| 95       | 1     | 6     | Tanner Poppe             | Guam                  | 2:09.55 |       |
| 96       | 1     | 8     | Livingston Aika          | Papúa Nueva Guinea    | 2:09.76 |       |
| 97       | 2     | 8     | Tongli Panuve            | Tonga                 | 2:10.68 |       |
| 98       | 1     | 4     | Omar Adams               | Guyana                | 2:12.56 |       |
| 99       | 1     | 0     | Shawn Dingilius          | Palaos                | 2:12.62 |       |
| 100      | 1     | 2     | Mamadou Soumaré          | Mali                  | 2:13.26 |       |

### Final
La final se realizó a las 18:00 (hora local de Catar).
| Posición          | Línea | Nombre              | Nacionalidad   | Tiempo  | Notas |
| ----------------- | ----- | ------------------- | -------------- | ------- | ----- |
| Medalla de oro    | 7     | Chad le Clos        | Sudáfrica      | 1:41.45 |       |
| Medalla de plata  | 3     | Danila Izotov       | Rusia          | 1:41.67 |       |
| Medalla de bronce | 8     | Ryan Lochte         | Estados Unidos | 1:42.09 |       |
| 4                 | 4     | Dominik Kozma       | Hungría        | 1:42.25 |       |
| 5                 | 1     | Péter Bernek        | Hungría        | 1:42.44 |       |
| 6                 | 6     | Velimir Stjepanović | Serbia         | 1:42.48 |       |
| 7                 | 2     | Daniel Smith        | Australia      | 1:42.81 |       |
| 8                 | 5     | Cristian Quintero   | Venezuela      | 1:43.45 |       |